# Гостроголов
Гостроголов (Oxybelis) — рід змій родини полозових (Colubridae). Станом на 2024 рік описано 11(12) видів. Поширені в Північній Центральній і Південній Америці. У складі роду є 3 ендемічних і 1 раритетний вид плазунів. Умовно отруйні змії (реальної небезпеки для людини не становлять).

## Опис
Загальна довжина коливається від 1 до 2 м. Голова вузька, морда дуже витягнута. Тулуб надзвичайно тонкий, хвіст довгий. Забарвлення зелене, коричневе, оливкове, сіре, буре. У деяких видів черево світліше за спину.

## Поширення
Представники роду мешкають у Північній, Центральній та Південній Америці (США, Мексика, Беліз, Болівія, Бразилія, Колумбія, Коста-Рика, Еквадор, Сальвадор, Французька Гвіана, Гватемала, Гаяна, Гондурас, Нікарагуа, Панама, Перу, Суринам, Тринідад і Тобаго, Венесуела).

## Спосіб життя
Населяють переважно лісові місцевості, чагарники. Гарно лазять по деревах, де проводять значну частину життя.
Живляться ящірками, земноводними, гризунами.
Представники роду належать до яйцекладних змій. Самиці відкладають від 3 до 10 яєць.

## Охорона
4 види роду занесені до Червоного списку МСОП та ряду інших природоохоронних документів. З них Oxybelis wilsoni перебуває під загрозою зникнення (охоронна категорія МСОП: EN). Ще 8 видів залишаються маловивченими і не мають природоохоронного статусу.

## Практичне значення
Всі види вважаються умовно отруйними зміями. Вони, як правило, реальної небезпеки для людини не становлять. Отрута відносно малотоксична і має переважно гемолітичну дію. У разі укусу можливі місцеві симптоми отруєння (набряк, капілярні крововиливи), які при наданні медичної допомоги зникають через кілька днів.

## Систематика
Станом на 2024 рік описано 11(12) видів:
- Oxybelis acuminatus
- Oxybelis aeneus
- Oxybelis brevirostris
- Oxybelis fulgidus
- Oxybelis inkaterra
- Oxybelis koehleri
- Oxybelis microphthalmus
- Oxybelis potosiensis
- Oxybelis rutherfordi
- Oxybelis transandinus
- Oxybelis vittatus
- Oxybelis wilsoni